# Plebej
Plebejer (av latinets plebs, "folk"). Plebejerna var en politisk klass i det romerska riket: folket, i allmänhet den hårt arbetande befolkningen, i motsats till patricierna, som bestod av de gamla, privilegierade rika släkterna, adeln.
Plebejerna var ”vanligt” folk (småbrukare, köpmän, hantverkare). De ägde sällan mycket jord, och för det mesta ingen alls, men de var fria romerska medborgare. Plebejerna hade ofta en klientrelation till patricierna vilket innebar att i utbyte mot juridiskt och ekonomiskt skydd från patricierna var de skyldiga en villkorslös trohet som att rösta på dem i olika val, bland annat i senatsvalen. De kunde också få i uppdrag att misshandla personens motståndare. Plebejerna tröttnade snart på detta och i nästan 200 år krävde de jämställdhet mellan dessa två politiska klasser. Striderna som pågick gällde allt från giftermål till handel. Patricierna gav med sig på vissa punkter, och plebejerna fick rätt att inlägga veto mot senaterna. De fick också tillfälle att skriva plebejernas tolv lagtavlor. Dessa ställdes sedan upp på Forum Romanum, stadens centrala torg.
Rika plebejer kunde till slut ta en plats i senaten.
Beslut av plebejerna kallades oftast för plebiscit, vilket antydde att dessa beslut ursprungligen inte ansågs vara gällande för andra grupper än plebejer.
Sedan den gamla skillnaden mellan patricier och plebejer utplånats har beteckningen plebej övergått till att betyda lägre medelklass och småfolk i motsats till de högre stånden. Ordet kan också användas nedlåtande och syfta på en person som är simpel, vulgär eller pöbelaktig.